# Theo, wir fahr'n nach Lodz
Theo, wir fahr'n nach Lodz is een lied waarmee Vicky Leandros een hitsingle scoorde in diverse landen waaronder Nederland.
Het lied is echter veel ouder dan het nummer van Leandros doet vermoeden. Het vindt waarschijnlijk zijn oorsprong in een soldatenlied uit de Dertigjarige Oorlog (1618–1648). In de 19e eeuw werd de tekst aangepast in verband met de industriële revolutie en de ermee samengaande urbanisatie. Het lied kreeg toen zijn onderwerp: iemand wil naar de aantrekkelijke stad om de saaiheid van het platteland te ontvluchten. In dit geval is de coole stad Łódź in Polen. Van het lied ontstonden allerlei varianten al naargelang wie het zong. Het Oostenrijkse leger zong bijvoorbeeld in 1914 Rosa, wir fahr'n nach Lodz over een kanon dat ze voortsleepten naar die stad.
In 1972 kreeg het lied in Duitssprekende landen een grotere bekendheid toen het werd gebruikt in de televisieserie gebaseerd op de Der brave Soldat Schwejik van Jaroslav Hašek. De vader van Vicky, Leo Leandros, bewerkte het vervolgens en Theo werd een grote hit.
Op zich werd de versie van de Leandrossen ook weer hergebruikt door de Amerikanen onder de titel Henry, Let's Go to Town. Britten kennen het als Danny, Teach me to dance en Fransen/Canadezen als Théo, on va au bal. Leandros zong ook die Franstalige versie.
De B-kant van de single was: Du und Ich und der Himmel.

## Lijsten
In Duitsland werd het een nummer 1-hit, het stond 28 weken lang in de Duitse hitparade en het was haar enige nummer 1-hit in Duitsland. Ook in Oostenrijk en Zwitserland verkocht de single goed. In België haalde het de hitparade niet. In Engeland had Leandros alleen succes met Engelstalige liedjes.

## Hitnoteringen

### Nederlandse Top 40
| Hitnotering: 25-05-1974 t/m 20-07-1974 | Hitnotering: 25-05-1974 t/m 20-07-1974 | Hitnotering: 25-05-1974 t/m 20-07-1974 | Hitnotering: 25-05-1974 t/m 20-07-1974 | Hitnotering: 25-05-1974 t/m 20-07-1974 | Hitnotering: 25-05-1974 t/m 20-07-1974 | Hitnotering: 25-05-1974 t/m 20-07-1974 | Hitnotering: 25-05-1974 t/m 20-07-1974 | Hitnotering: 25-05-1974 t/m 20-07-1974 | Hitnotering: 25-05-1974 t/m 20-07-1974 | Hitnotering: 25-05-1974 t/m 20-07-1974 |
| Week:                                  | 1                                      | 2                                      | 3                                      | 4                                      | 5                                      | 6                                      | 7                                      | 8                                      | 9                                      |                                        |
| -------------------------------------- | -------------------------------------- | -------------------------------------- | -------------------------------------- | -------------------------------------- | -------------------------------------- | -------------------------------------- | -------------------------------------- | -------------------------------------- | -------------------------------------- | -------------------------------------- |
| Positie:                               | 30                                     | 19                                     | 15                                     | 12                                     | 13                                     | 22                                     | 29                                     | 34                                     | 39                                     | uit                                    |

### NederlandseSingle Top 100
| Hitnotering: 25-05-1974 t/m 29-06-1974 | Hitnotering: 25-05-1974 t/m 29-06-1974 | Hitnotering: 25-05-1974 t/m 29-06-1974 | Hitnotering: 25-05-1974 t/m 29-06-1974 | Hitnotering: 25-05-1974 t/m 29-06-1974 | Hitnotering: 25-05-1974 t/m 29-06-1974 | Hitnotering: 25-05-1974 t/m 29-06-1974 | Hitnotering: 25-05-1974 t/m 29-06-1974 |
| Week:                                  | 1                                      | 2                                      | 3                                      | 4                                      | 5                                      | 6                                      |                                        |
| -------------------------------------- | -------------------------------------- | -------------------------------------- | -------------------------------------- | -------------------------------------- | -------------------------------------- | -------------------------------------- | -------------------------------------- |
| Positie:                               | 30                                     | 19                                     | 16                                     | 12                                     | 13                                     | 21                                     | uit                                    |

## Bron
- Dit artikel of een eerdere versie ervan is een (gedeeltelijke) vertaling van het artikel Theo, wir fahr’n nach Lodz op de Duitstalige Wikipedia, dat onder de licentie Creative Commons Naamsvermelding/Gelijk delen valt. Zie de bewerkingsgeschiedenis aldaar.